# Classe Daphné
Pour les articles homonymes, voir Daphné.
La classe Daphné était un type de sous-marins d'attaque à propulsion classique, de conception française, construits entre 1958 et 1970 pour la Marine nationale française et pour l'exportation. Ils étaient qualifiés à l'époque de sous-marins à hautes performances et communément appelés les « 800 tonnes ».

## Caractéristiques et historique

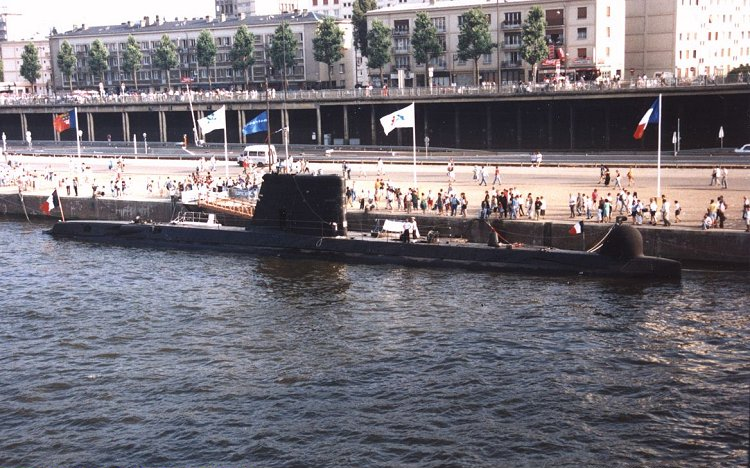
La Psyché en escale à Rouen en 1994.

Reprenant les caractéristiques relatives à l'appareil propulsif, la détection, le silence et la maniabilité des Aréthuse, dont ils étaient en quelque sorte une extrapolation, les spécifications de ces sous-marins océaniques mettaient l'accent sur la profondeur d'immersion (300 m) et l'armement (12 tubes lance-torpilles de 550 mm (8 à l'avant - torpilles longues ; 4 à l'arrière - torpilles courtes). Mais ils ne pouvaient pas recharger leurs tubes à la mer.
Les sous-marins de la classe Daphné ont été conçus par l'ingénieur de l'Armement André Gempp, déjà concepteur du bathyscaphe FNRS 3, et futur concepteur du sous-marin Gymnote et des SNLE classe Le Redoutable.
Ils ont été modernisés à partir des années 1971 pour recevoir le sonar DUUA2B (d'où un dôme d'étrave plus volumineux) et la DLTD3A permettant le lancement de torpilles filoguidées F17.
Onze de ces sous-marins ont été construits pour les forces sous-marines de la marine française dans les arsenaux de Cherbourg et de Brest dont trois aux chantiers Dubigeon à Nantes.
Un nombre important d'avaries eurent lieu à bord de ces sous-marins, des accidents notamment, qui causèrent la perte des sous-marins Minerve et Eurydice :
- le 27 janvier 1968, la Minerve est perdue corps et bien au sud-est du cap Sicié (Var), causant la mort de 52 sous-mariniers. sous la pression des familles des sous-mariniers disparus de nouvelles recherches commencent  le 3 juillet 2019 et dès le 4 juillet 2019 à 19h10 l'épave de la Minerve est localisée  par 2 350 mètres de fond[2] ; La Minerve sera officiellement retrouvée le 21 juillet par confirmation images drone sous-marin de la société Seabed Constructor qui faisait les recherches. La position est Est:718619,31m Nord:4730195,13m Profondeur:2247,3m.
- le 4 mars 1970, l'Eurydice est perdue corps et biens au large de Saint-Tropez (Var), causant la mort de 57 sous-mariniers. Le début des recherches se fait l'épave de l'Eurydice est localisée et explorée en avril 1970 par 750 mètres de fond.

Les causes de ces deux accidents n'ont jamais été clairement identifiées.
Plusieurs marines étrangères portèrent un intérêt marqué à ce type de sous-marin et en firent l'acquisition :
- 4 unités furent commandées par le Portugal en 1964, dont une, le Cachalote (S165), qui sera revendue au Pakistan et prendra le nom de Ghazi (S134) ;
- 3 par le Pakistan en 1966. Parmi ces trois sous-marins, le Hangor (S131) fut le seul de ce type qui ait eu à mener une action de guerre, le 9 décembre 1971, en torpillant et coulant la frégate indienne Khukri ;
- 3 par l'Afrique du Sud en 1967 ;
- l'Espagne adopte également en 1965 ce type de sous-marin, qu'elle a fait construire en 4 exemplaires à Carthagène avec l'assistance française.

## Sous-marins
- Marine française :

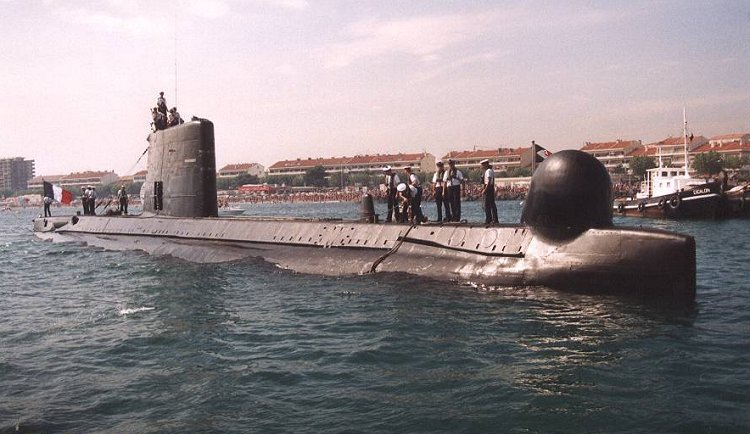
La Doris à Saint-Raphaël en 1994.

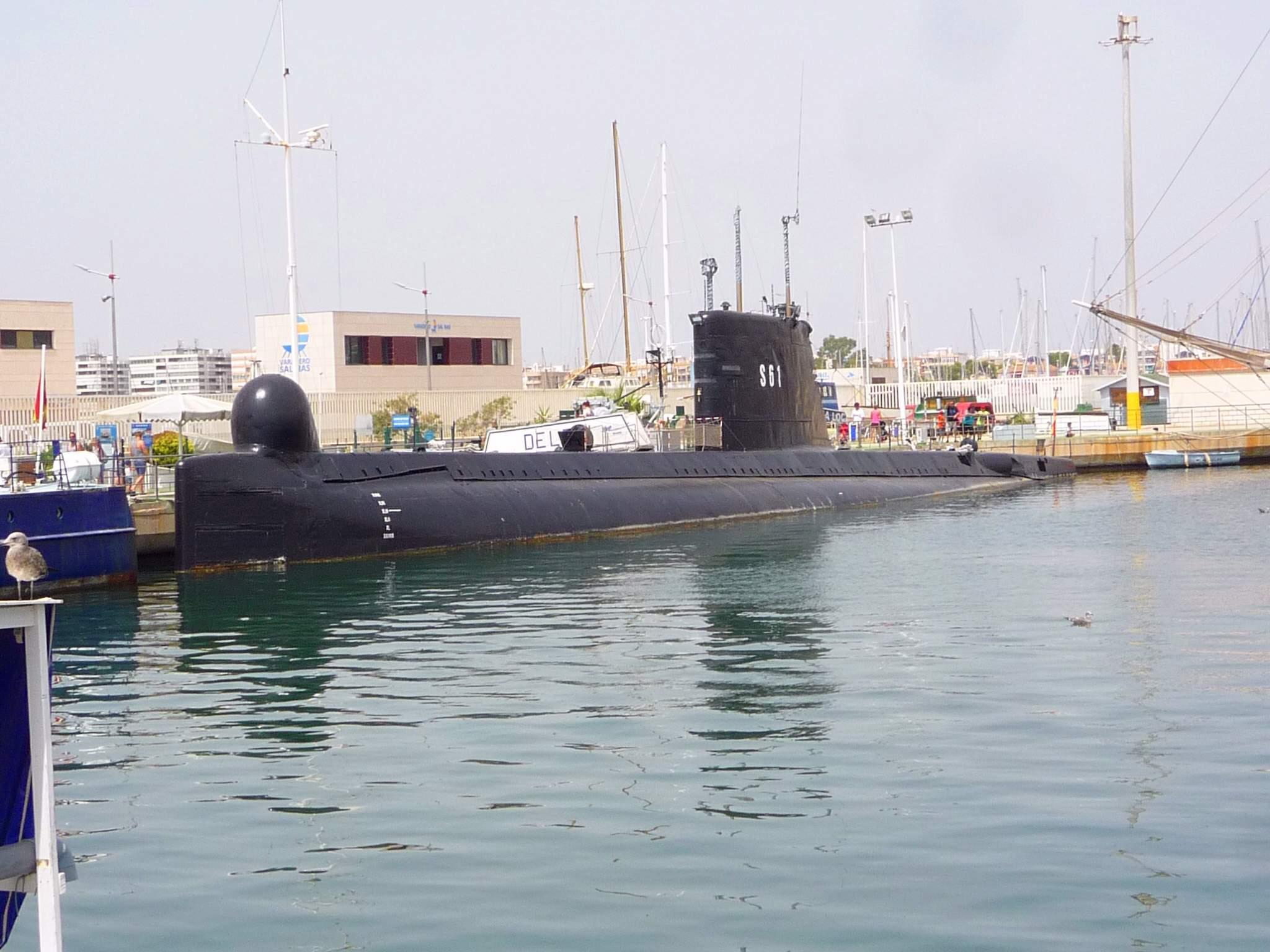
Espagnole Delfín (S-61), navire-musée à Torrevieja, 2017.

  - Daphné (S641) - lancé en 1964 - désarmé en 1989 ;
  - Diane (S642) - lancé en 1964 - désarmé en 1989 ;
  - Doris (S643) - lancé en 1964 - désarmé en 1994 ;
  - Eurydice (S644) - lancé en 1964 - perdu dans un accident le 4 mars 1970 ;
  - Flore (S645) - lancé en 1964 - désarmé en 1989 - Navire musée à Lorient ;
  - Galatée (S646) - lancé en 1964 - désarmé en 1991 ;
  - Minerve (S647) - lancé en 1964 - perdu dans un accident le 27 janvier 1968 ;
  - Junon (S648) - lancé en 1966 - désarmé en 1996 ;
  - Vénus (S649) - lancé en 1966 - désarmé en 1990 ;
  - Psyché (S650) - lancé en 1970 - désarmé en 1996 ;
  - Sirène (S651) - lancé en 1970 - désarmé en 1997 ;

- Marine pakistanaise :
  - PNS Hangor (S131) - lancé en 1970 - désarmé en 2006 (devenu un navire musée à Karachi) ;
  - PNS Shushuk (S132) - lancé en 1970 - désarmé en 2006 ?
  - PNS Mangro (S133) - lancé en 1970 - désarmé en 2006 ?
  - PNS Ghazi (S134) (ex-Cachalote portugais) - acheté en 1975 - désarmé en 2006 ?

- Marine portugaise :
  - NRP Albacora (S163) - lancé en 1967 - désarmé en 2000 ;
  - NRP Barracuda (S164) - lancé en 1968 - désarmé en 2013. Navire musée ;
  - NRP Cachalote (S165) - lancé en 1969 - vendu au Pakistan en 1975 ;
  - NRP Delfim (S166) - lancé en 1969 - désarmé en 2005 ;

- Marine sud-africaine :
  - SAS Maria Van Riebeeck (S97) - rebaptisé SAS Spear - lancé en 1970 - désarmé en 2003 ;
  - SAS Emily Hobhouse (S98)- rebaptisé SAS Umkhonto - lancé en 1970 - désarmé en 2003 ;
  - SAS Joanna Van de Merwe (S99) - rebaptisé SAS Assegaai - lancé en 1971 - désarmé en 2003 ;

- Marine espagnole :
  - Delfín (S-61) - lancé en 1973 - désarmé en 2003 - navire-musée - Torrevieja ;
  - Tonina (S-62) - lancé en 1973 - désarmé en 2005 ;
  - Marsopa (S-63) - lancé en 1975 - désarmé en 2006 ;
  - Narval (S-64) - lancé en 1975 - désarmé en 2003 ;
  - La classe Daphné vient compléter la Classe Balao.

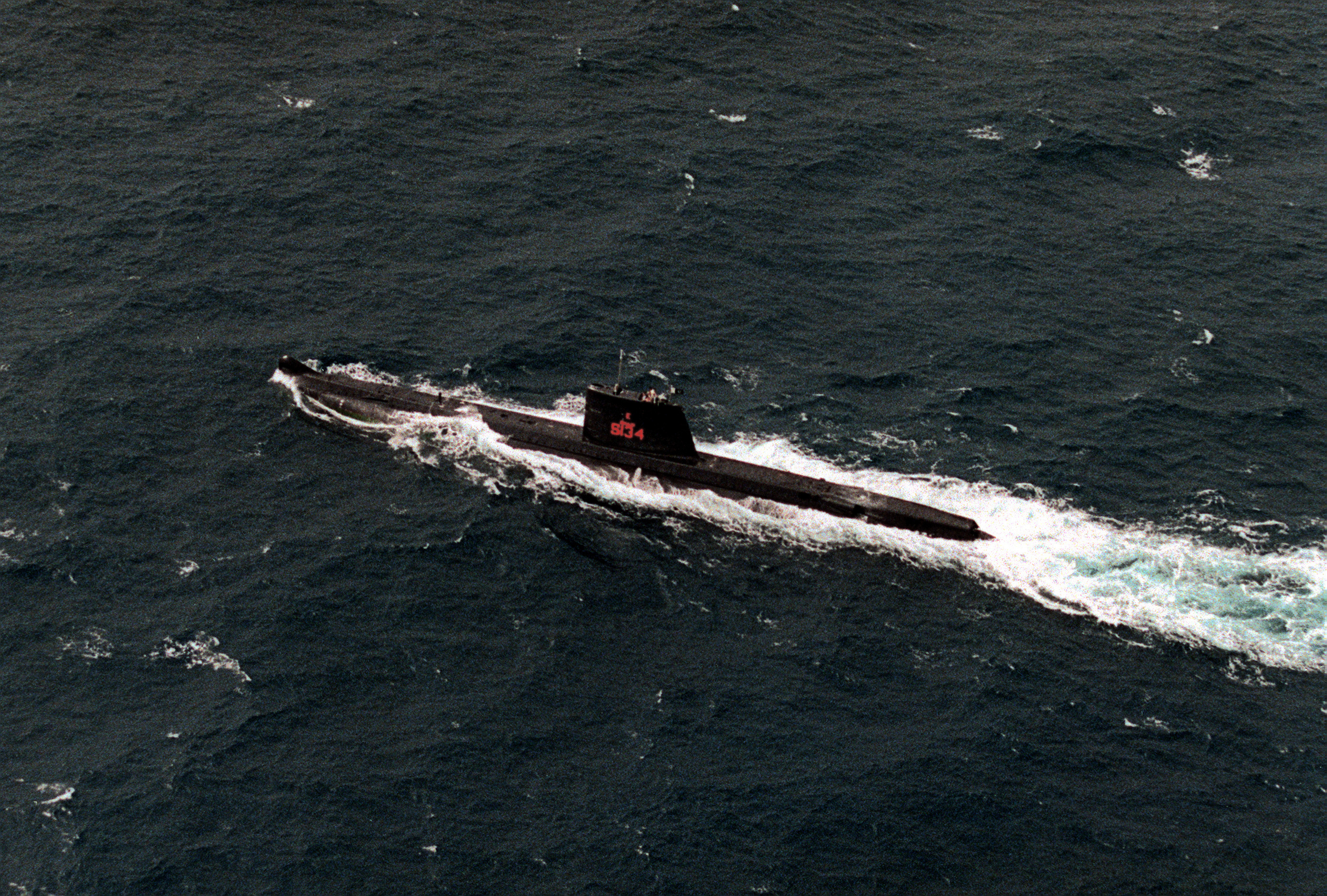
Sous-marin pakistanais.

### Sources et bibliographie
- Flottes de combat.
- site netmarine.
- Jean Meyer et Martine Acerra, Histoire de la marine française : des origines à nos jours, Rennes, Ouest-France, 1994, 427 p. [détail de l’édition] (ISBN 2-7373-1129-2, BNF 35734655).
- Michel Vergé-Franceschi (dir.), Dictionnaire d’Histoire maritime, Paris, éditions Robert Laffont, coll. « Bouquins », 2002, 1508 p. (ISBN 2-221-08751-8 et 2-221-09744-0).
- Alain Boulaire, La Marine française : De la Royale de Richelieu aux missions d'aujourd'hui, Quimper, éditions Palantines, 2011, 383 p. (ISBN 978-2-35678-056-0).
- Rémi Monaque, Une histoire de la marine de guerre française, Paris, éditions Perrin, 2016, 526 p. (ISBN 978-2-262-03715-4).
- Jean-Michel Roche, Dictionnaire des bâtiments de la flotte de guerre française de Colbert à nos jours, t. II : 1870-2006, Millau, J.-M. Roche, 2005, 591 p. (ISBN 2-9525917-1-7).